# Christer Lidström
Stig Christer Lidström, född 20 maj 1952 i Kristinehamn, är en svensk pensionerad officer i Armén.

## Biografi
Lidström blev 1976 fänrik i Armén. År 1978 befordrades han till löjtnant, år 1979 till kapten, år 1984 till major, år 1991 till överstelöjtnant, år 1994 till överstelöjtnant mst*, år 1995 till överste, år 1999 till Överste 1. gr., år 2000 till brigadgeneral och 2008 till generalmajor.
Lidström inledde sin militära karriär vid Bergslagens artilleriregemente. Åren 1986–1987 var han detaljchef vid Arméstaben. Åren 1990–1991 var han sektionschef vid Bergslagens militärområdesstab i Karlstad. Åren 1991–1993 var han avdelningschef vid Arméns artillericentrum i Kristinehamn. Åren 1993–1994 var han sektionschef vid Mellersta arméfördelningen i Linköping. Åren 1994–1995 var han chef för grundutbildningsbataljonen vid Svea artilleriregemente. Åren 1995–1997 var han regementschef för Svea artilleriregemente. Åren 1998–1999 var han byråchef vid produktions- och planeringsledningen vid Försvarets materielverk. Åren 1999–2000 var han avdelningschef vid Försvarets materielverk. Åren 2000–2003 var han ställföreträdande ledningschef vid Försvarets materielverk. Åren 2003–2008 var han Försvarsmaktens ledningssysteminspektör. Åren 2008–2011 var han chef för den svenska delegationen vid övervakningskommissionen mellan Syd- och Nordkorea. Åren 2012–2014 var han militärsakkunnig vid regeringskansliet.